# 栃木県庁舎
栃木県庁舎（とちぎけんちょうしゃ）は地方公共団体である栃木県の庁舎。宇都宮市に所在する。

## 概要
県民広場の奥に県議会議事堂、県庁舎本館、東館、南館、昭和館（4代目本庁舎を一部曳家保存）が並んでいる。
議事堂、本館、昭和館は、映画やドラマのロケ地としても多く利用されている。また、本館15階展望ロビーは日本夜景遺産に認定されている。

## 沿革
- 1869年 - 日光県を設置。
- 1871年 - 廃藩置県により宇都宮県、壬生県、烏山県、黒羽県、大田原県、佐野県、足利県、吹上県を設置。同年、下野国北部に宇都宮県、烏山県、黒羽県、大田原県を統合して宇都宮県（県庁：河内郡宇都宮）が、下野国南部に壬生県、吹上県、佐野県、足利県、日光県を統合し上野国南東部の山田郡、新田郡、邑楽郡を加えて栃木県（県庁：都賀郡栃木）を設置。
- 1873年 - 宇都宮県と栃木県が合併し栃木県となり、県庁を栃木に置く。
- 1876年 - 山田郡、新田郡、邑楽郡を群馬県に移管し、ほぼ現在の形となる。同年、県庁舎を上棟。
- 1884年 - 宇都宮に新県庁を開庁（栃木県庁の移転を参照）。三島通庸県令のもとで建てられたもので、三島の前任地、山形県庁舎と同一型であった[3]。
- 1888年 - 県庁舎が焼失。
- 1890年 - 県庁舎を再建。
- 1936年3月31日 - 県庁舎が全焼。衛生試験場、巡査教習所、県会議事堂は焼失は免れる[4]。
- 1938年 - 佐藤功一設計による県庁舎（4代目）が竣工。
- 2001年 - 福田昭夫知事、県庁の現地建て替えと一部保存を表明。
- 2007年 - 新県庁舎が竣工。設計：日本設計[5]。
- 2008年 - 4代目県庁舎の正面部分の移築復元工事が完成し「昭和館」として開館。

## 庁舎

### 本館
- 所在地：宇都宮市塙田1-1-20
- 竣工：2007年12月
- 構造：地上15階、地下2階　S造、一部SRC及びCFT造

## アクセス
- JR宇都宮駅より約1.8km。
- 東武宇都宮駅より約1km。

## ギャラリー

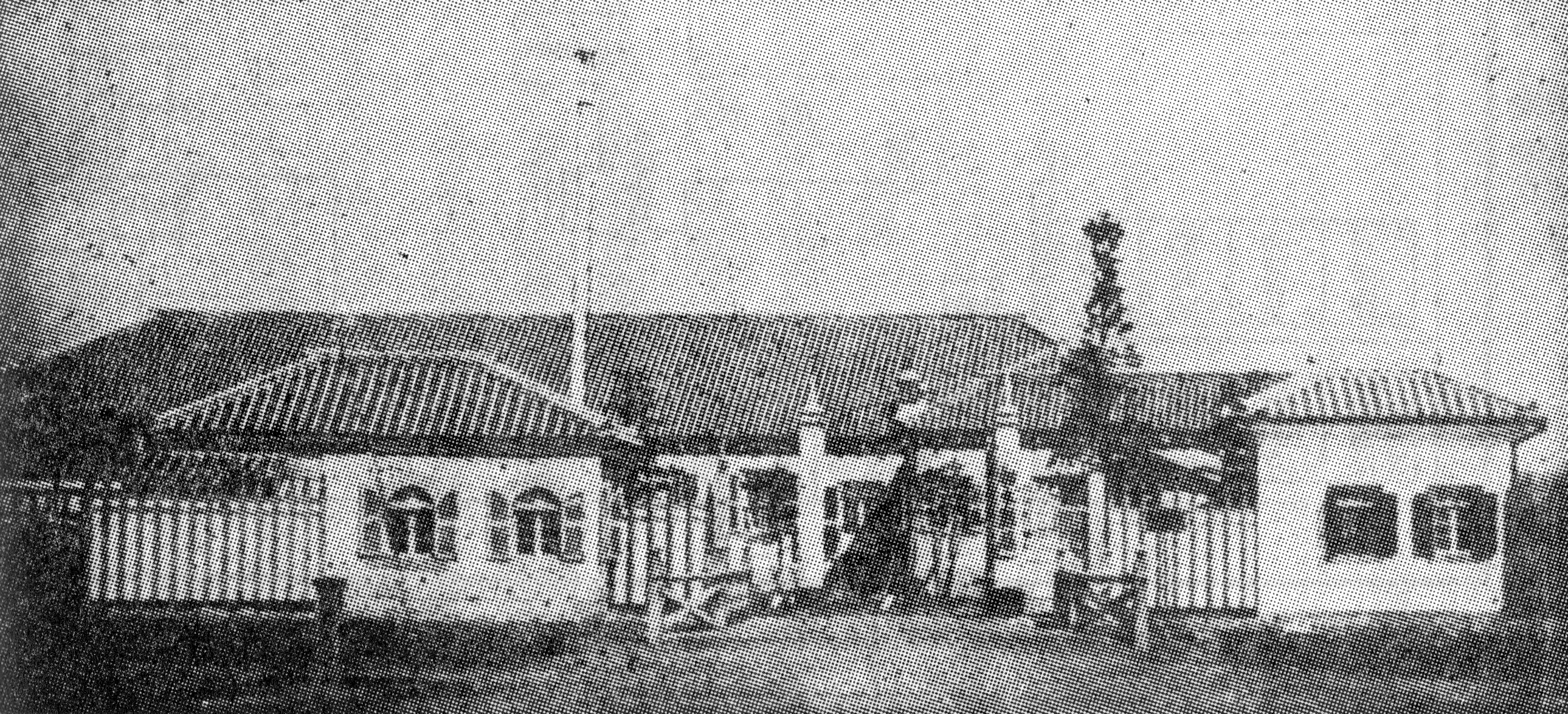
1872年竣工の栃木県庁舎
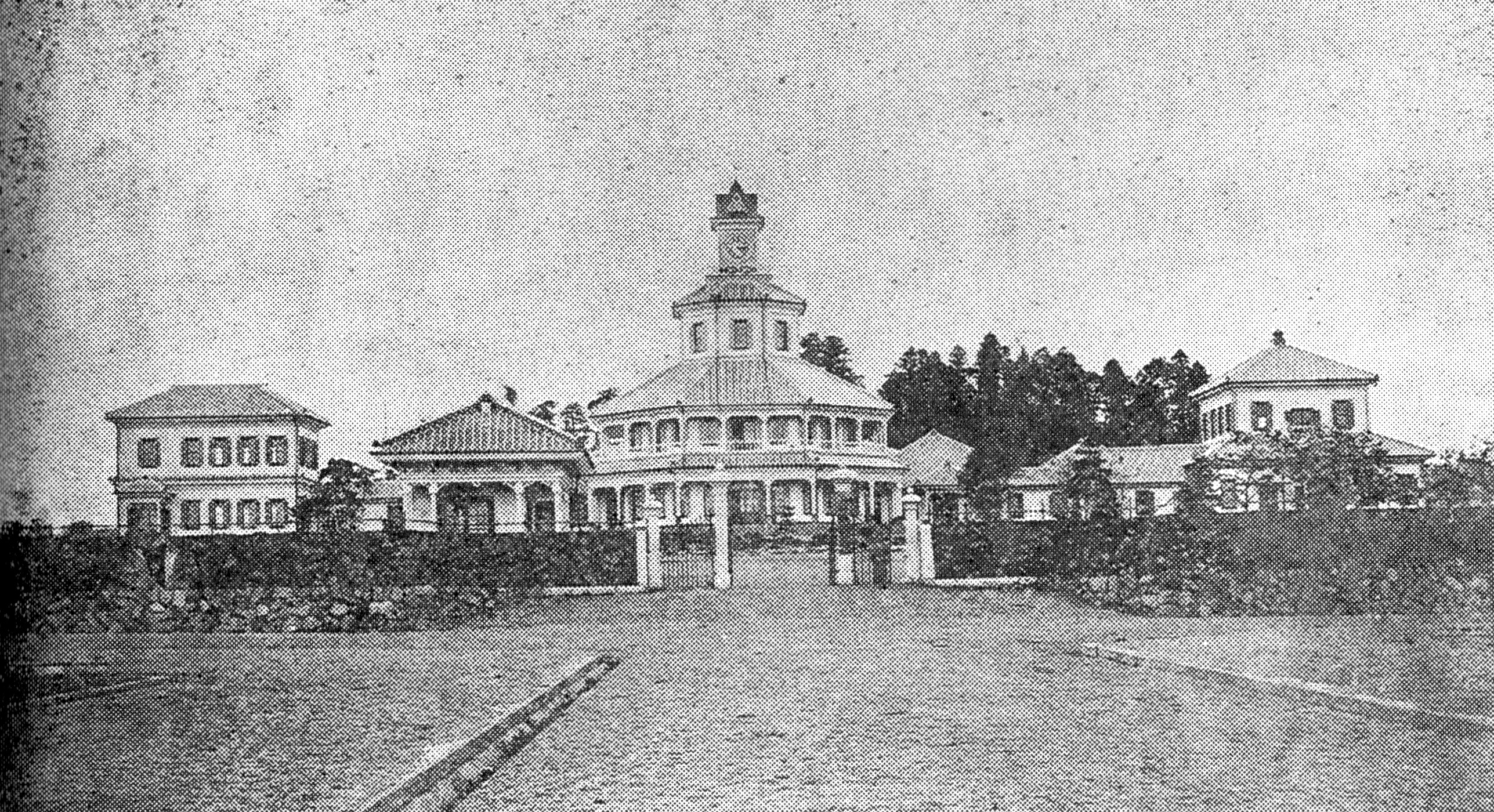
1884年竣工の栃木県庁舎
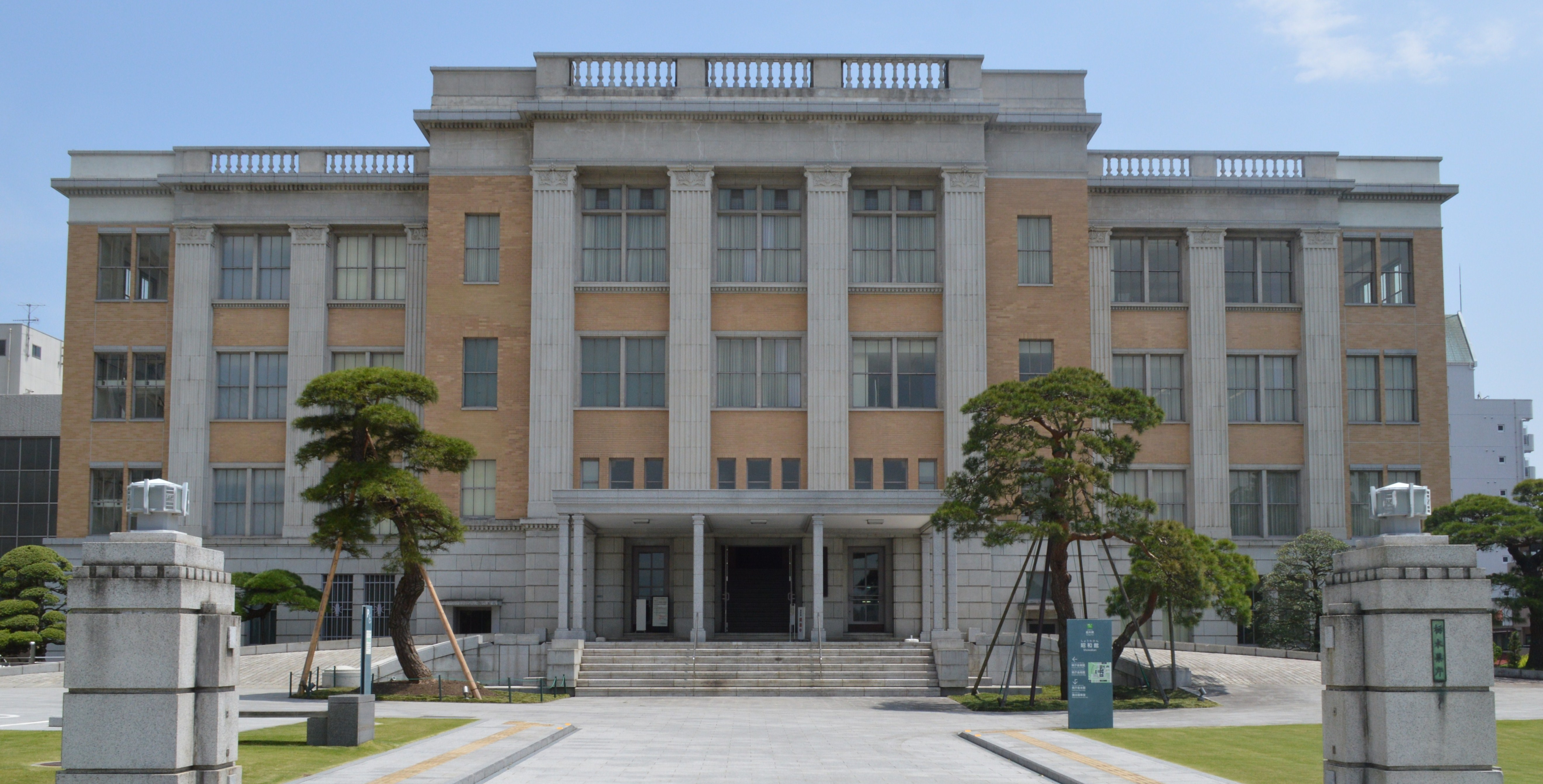
昭和館
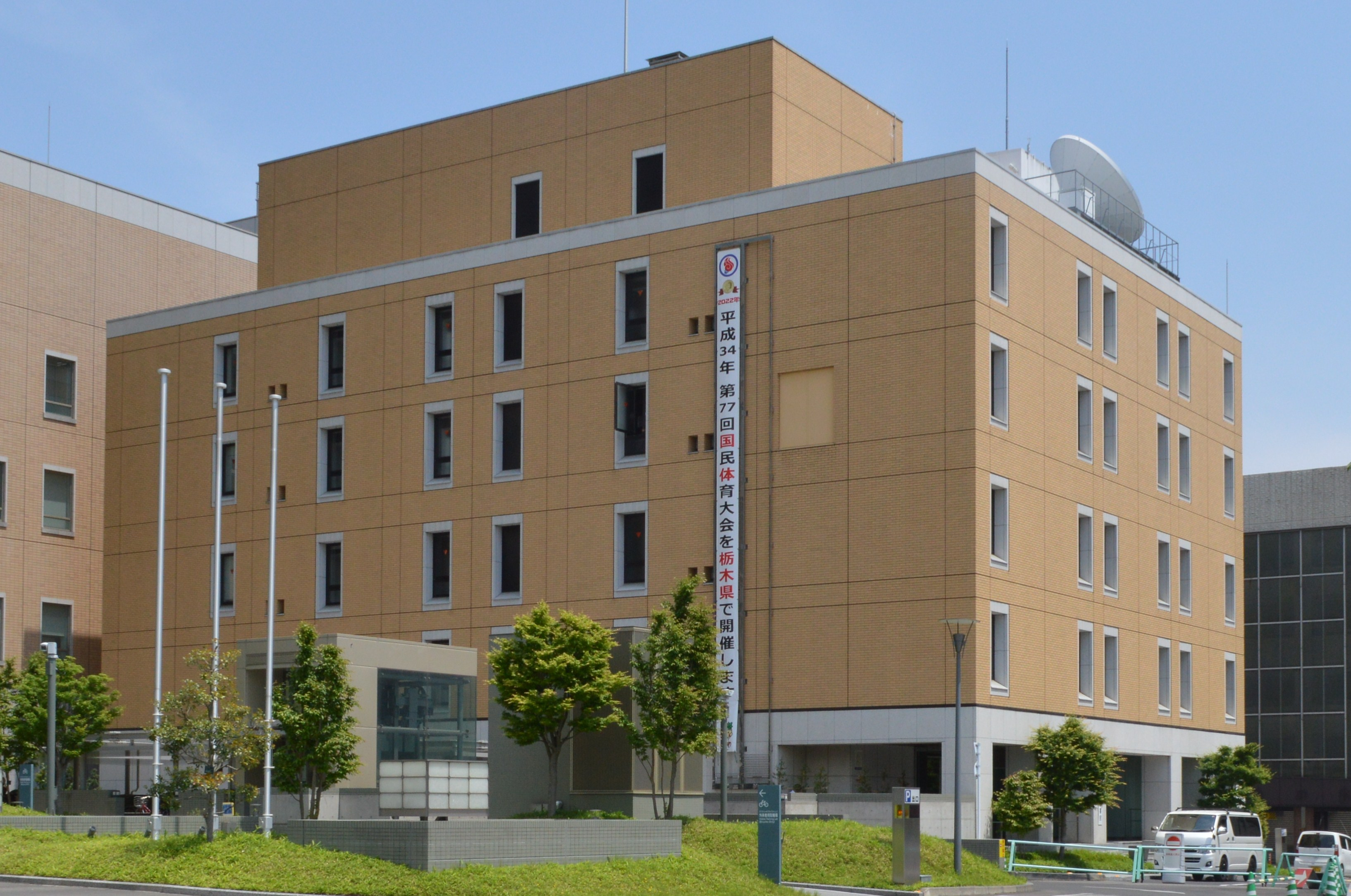
東館